# Karl Wilhelm Pohlke
Karl Wilhelm Pohlke (Berlino, 28 gennaio 1810 – Berlino, 27 novembre 1876) è stato un pittore e matematico tedesco.
Fu anche insegnante di geometria descrittiva.
Il suo nome è legato al cosiddetto Teorema di Pohlke, o dell'assonometria, da lui enunciato in un contesto elementare, e dimostrato dal matematico Hermann Amandus Schwarz nel 1864. Il teorema di Pohlke è stato nel tempo ampiamente generalizzato, ed oggi è parte della geometria descrittiva.

## Biografia
Karl Wilhelm Pohlke ricevette la sua formazione da William Hensel alla Royal Academy of Arts di Berlino e fece il suo debutto nel 1832 alla mostra d'arte locale. Dopo la laurea, si guadagnò da vivere per diversi anni dipingendo quadri paesaggistici, e dando lezioni private di tecnica del disegno in prospettiva. Pohlke si trasferì in Francia nel 1835, dove fece i suoi studi di formazione supplementare all'Ecole des Beaux-Arts di Louis Etienne Watelet e Léon Cogniet a Parigi. In seguito si trasferì in Italia. Dopo l'assenza di 10 anni, nel 1845, si trasferì nuovamente a Berlino. Qui ottenne nel 1849 alla Royal Academy of Architecture un lavoro come docente e professore di geometria descrittiva e prospettiva per la costruzione.
Tra il 1860 e il 1876 pubblicò un libro di testo in due volumi di geometria descrittiva, che ebbe il soprannome di "insieme di Pohlke", o "legge di assonometria". Combuttò le teorie espresse in questo suo libro nel 1853 che non furono riconosciute come valide.
Morì il 27 novembre 1876 a Berlino.